# Seznam katastrálních území v okrese Jihlava
V této tabulce je uveden kompletní výčet katastrálních území Okresu Jihlava, včetně rozlohy a sídel, které na nich leží.
| Název KÚ                  | Sídla                                                            | Obec                  | km2   |
| ------------------------- | ---------------------------------------------------------------- | --------------------- | ----- |
| A                         | A                                                                | A                     |       |
| Antonínův Důl             | Antonínův Důl, Červený Kříž                                      | Jihlava               | 1,25  |
| Arnolec                   | Arnolec                                                          | Arnolec               | 11,37 |
| Batelov                   | Batelov                                                          | Batelov               | 13,57 |
| Bedřichov u Jihlavy       | Jihlava, Staré Hory                                              | Jihlava               | 6,94  |
| Beranovec                 | Beranovec                                                        | Suchá                 | 2,81  |
| Bezděčín na Moravě        | Bezděčín                                                         | Batelov               | 3,53  |
| Bezděkov u Třešti         | Bezděkov                                                         | Pavlov                | 2,3   |
| Bílý Kámen                | Bílý Kámen                                                       | Bílý Kámen            | 5,13  |
| Bohuslavice               | Bohuslavice                                                      | Bohuslavice           | 3,75  |
| Borovná                   | Borovná                                                          | Borovná               | 5,2   |
| Boršov                    | Boršov                                                           | Boršov                | 2,57  |
| Bradlo                    | Bradlo                                                           | Velký Beranov         | 1,66  |
| Branišov u Jihlavy        | Branišov                                                         | Ústí                  | 2,67  |
| Brodce                    | Brodce                                                           | Kněžice               | 1,82  |
| Brtnice                   | Brtnice                                                          | Brtnice               | 19,38 |
| Brtnička                  | Brtnička                                                         | Brtnička              | 3,1   |
| Brzkov                    | Brzkov                                                           | Brzkov                | 7,79  |
| Buková u Třešti           | Buková                                                           | Třešť                 | 5,25  |
| Býkovec                   | Býkovec                                                          | Kaliště               | 1,88  |
| Cejle                     | Cejle                                                            | Cejle                 | 6,25  |
| Cerekvička                | Cerekvička                                                       | Cerekvička-Rosice     | 4,33  |
| Částkovice u Hostětic     | Částkovice                                                       | Hostětice             | 2,33  |
| Čenkov u Třešti           | Čenkov                                                           | Třešť                 | 5,36  |
| Černíč                    | Černíč                                                           | Černíč                | 2,85  |
| Čížov u Jihlavy           | Čížov                                                            | Čížov                 | 7,09  |
| Dlouhá Brtnice            | Dlouhá Brtnice                                                   | Dlouhá Brtnice        | 11,43 |
| Dobronín                  | Dobronín                                                         | Dobronín              | 9,03  |
| Dobroutov                 | Dobroutov                                                        | Dobroutov             | 10,13 |
| Dolní Bítovčice           | Bítovčice                                                        | Bítovčice             | 1,31  |
| Dolní Cerekev             | Dolní Cerekev                                                    | Dolní Cerekev         | 12,01 |
| Dolní Dvorce u Telče      | Dolní Dvorce                                                     | Dyjice                | 0,58  |
| Dolní Smrčné              | Dolní Smrčné                                                     | Brtnice               | 2,84  |
| Dolní Vilímeč             | Dolní Vilímeč                                                    | Dolní Vilímeč         | 5,47  |
| Doupě                     | Doupě                                                            | Doupě                 | 5,13  |
| Dudín                     | Dudín                                                            | Dudín                 | 8,36  |
| Dušejov                   | Dušejov                                                          | Dušejov               | 4,87  |
| Dvorce u Jihlavy          | Dvorce                                                           | Dvorce                | 3,5   |
| Dyjice                    | Dyjice                                                           | Dyjice                | 2,92  |
| Dyjička                   | Dyjička                                                          | Dyjice                | 1,29  |
| Helenín                   | Jihlava                                                          | Jihlava               | 1,56  |
| Henčov                    | Henčov                                                           | Jihlava               | 5,05  |
| Heroltice u Jihlavy       | Heroltice                                                        | Jihlava               | 4,09  |
| Hladov                    | Hladov                                                           | Hladov                | 5,83  |
| Hlávkov                   | Hlávkov                                                          | Vyskytná nad Jihlavou | 3,7   |
| Hodice                    | Hodice                                                           | Hodice                | 12,56 |
| Hojkov                    | Hojkov                                                           | Hojkov                | 6,45  |
| Horní Bítovčice           | Bítovčice                                                        | Bítovčice             | 5,28  |
| Horní Dubenky             | Horní Dubenky                                                    | Horní Dubenky         | 9,97  |
| Horní Kosov               | Horní Kosov                                                      | Jihlava               | 4,09  |
| Horní Myslová             | Horní Myslová                                                    | Horní Myslová         | 3,64  |
| Hosov                     | Hosov                                                            | Jihlava               | 6,81  |
| Hostětice                 | Hostětice                                                        | Hostětice             | 2,17  |
| Hrbov                     | Hrbov                                                            | Polná                 | 7,16  |
| Hruškové Dvory            | Hruškové Dvory                                                   | Jihlava               | 3,14  |
| Hrutov                    | Hrutov                                                           | Hrutov                | 2,56  |
| Hubenov                   | Hubenov                                                          | Hubenov               | 2,55  |
| Hutě                      | Hutě                                                             | Cejle                 | 5,98  |
| Hybrálec                  | Hybrálec                                                         | Hybrálec              | 10,5  |
| Jamné u Jihlavy           | Jamné, Lipina                                                    | Jamné                 | 6,6   |
| Janovice u Polné          | Janovice                                                         | Polná                 | 7,15  |
| Jeclov                    | Jeclov                                                           | Velký Beranov         | 2,16  |
| Jersín                    | Jersín                                                           | Jersín                | 5,97  |
| Jestřebí u Brtnice        | Jestřebí                                                         | Brtnice               | 15,97 |
| Jezdovice                 | Jezdovice                                                        | Jezdovice             | 5,57  |
| Ježená                    | Ježená                                                           | Ježená                | 4,46  |
| Jihlava                   | Jihlava                                                          | Jihlava               | 13,12 |
| Jihlávka                  | Jihlávka                                                         | Jihlávka              | 8,39  |
| Jindřichovice na Moravě   | Jindřichovice                                                    | Jindřichovice         | 3,76  |
| Jiřín                     | Jiřín                                                            | Vyskytná nad Jihlavou | 5,09  |
| Kalhov                    | Kalhov                                                           | Kalhov                | 4,86  |
| Kaliště u Horních Dubenek | Kaliště                                                          | Kaliště               | 6,91  |
| Kamenice u Jihlavy        | Kamenice                                                         | Kamenice              | 18,56 |
| Kamenička                 | Kamenička                                                        | Kamenice              | 7,53  |
| Kamenná u Jihlavy         | Kamenná                                                          | Kamenná               | 6,33  |
| Klatovec                  | Klatovec                                                         | Klatovec              | 6,59  |
| Kněžice u Třebíče         | Kněžice                                                          | Kněžice               | 17,38 |
| Knínice                   | Bohusoudov, Knínice                                              | Knínice               | 10,67 |
| Komárovice u Jihlavy      | Komárovice                                                       | Brtnice               | 4,52  |
| Kosov u Jihlavy           | Kosov                                                            | Jihlava               | 5,68  |
| Kostelec u Jihlavy        | Kostelec                                                         | Kostelec              | 8,86  |
| Kostelecký Dvůr           | Cejle                                                            | Cejle                 | 0,48  |
| Kostelní Myslová          | Kostelní Myslová                                                 | Kostelní Myslová      | 5,12  |
| Kozlov u Jihlavy          | Kozlov                                                           | Kozlov                | 8,91  |
| Krahulčí u Telče          | Krahulčí                                                         | Krahulčí              | 3,64  |
| Krasonice                 | Krasonice                                                        | Krasonice             | 11,81 |
| Lhotka u Mrákotína        | Lhotka                                                           | Lhotka                | 2,24  |
| Loučky u Jihlavy          | Loučky                                                           | Vílanec               | 7,06  |
| Lovětín u Třešti          | Lovětín                                                          | Batelov               | 4,14  |
| Luka nad Jihlavou         | Luka nad Jihlavou, Otín                                          | Luka nad Jihlavou     | 10,45 |
| Malý Beranov              | Malý Beranov                                                     | Malý Beranov          | 1     |
| Markvartice               | Markvartice                                                      | Markvartice           | 6,41  |
| Měšín                     | Měšín                                                            | Měšín                 | 7,08  |
| Milíčov u Jihlavy         | Milíčov                                                          | Milíčov               | 6,53  |
| Mirošov u Jihlavy         | Jedlov, Mirošov                                                  | Mirošov               | 4,13  |
| Mrákotín u Telče          | Dobrá Voda, Mrákotín                                             | Mrákotín              | 13,6  |
| Mysletice                 | Mysletice                                                        | Mysletice             | 2,92  |
| Mysliboř                  | Mysliboř                                                         | Mysliboř              | 7,37  |
| Myslůvka                  | Myslůvka                                                         | Černíč                | 2,39  |
| Nadějov                   | Nadějov                                                          | Nadějov               | 6,18  |
| Nepomuky na Moravě        | Nepomuky                                                         | Stará Říše            | 7,64  |
| Nevcehle                  | Nevcehle                                                         | Nevcehle              | 7,83  |
| Nová Říše                 | Nová Říše                                                        | Nová Říše             | 7,85  |
| Nová Ves u Třešti         | Nová Ves                                                         | Batelov               | 13,75 |
| Nové Dvory u Kamenné      | Nové Dvory                                                       | Polná                 | 4,58  |
| Olšany u Telče            | Olšany                                                           | Olšany                | 7,31  |
| Olší u Telče              | Olší                                                             | Olší                  | 3,61  |
| Opatov u Jihlavy          | Opatov                                                           | Opatov                | 6,75  |
| Ořechov u Telče           | Ořechov                                                          | Ořechov               | 2,9   |
| Otín nad Jihlavou         | Otín                                                             | Luka nad Jihlavou     | 2,37  |
| Otín u Stonařova          | Otín                                                             | Otín                  | 7,17  |
| Pančava                   | Jihlava                                                          | Jihlava               | 1,7   |
| Panenská Rozsíčka         | Panenská Rozsíčka                                                | Panenská Rozsíčka     | 4,41  |
| Panská Lhota              | Malé, Panská Lhota                                               | Brtnice               | 9,44  |
| Panské Dubenky            | Panské Dubenky                                                   | Panské Dubenky        | 3,41  |
| Pavlov u Stonařova        | Pavlov                                                           | Pavlov                | 9,16  |
| Pávov                     | Antonínův Důl, Pávov                                             | Jihlava               | 10,47 |
| Petrovice u Jihlavy       | Petrovice                                                        | Puklice               | 0,59  |
| Pístov u Jihlavy          | Pístov                                                           | Jihlava               | 5,75  |
| Plandry                   | Plandry                                                          | Plandry               | 1,83  |
| Polná                     | Polná                                                            | Polná                 | 15,93 |
| Popice u Jihlavy          | Popice                                                           | Jihlava               | 5,92  |
| Praskolesy u Mrákotína    | Praskolesy                                                       | Mrákotín              | 4,69  |
| Prostředkovice            | Prostředkovice                                                   | Suchá                 | 3,23  |
| Předboř nad Jihlavou      | Předboř                                                          | Luka nad Jihlavou     | 1,68  |
| Přímělkov                 | Přímělkov                                                        | Brtnice               | 2,39  |
| Příseka                   | Příseka                                                          | Brtnice               | 7,93  |
| Puklice                   | Puklice                                                          | Puklice               | 5,78  |
| Rácov                     | Rácov                                                            | Batelov               | 7,7   |
| Radkov u Telče            | Radkov                                                           | Radkov                | 6,29  |
| Rančířov                  | Rančířov                                                         | Rančířov              | 6,46  |
| Rantířov                  | Rantířov                                                         | Rantířov              | 2,79  |
| Rohozná u Jihlavy         | Rohozná                                                          | Rohozná               | 11,42 |
| Rosice u Cerekvičky       | Rosice                                                           | Cerekvička-Rosice     | 4,65  |
| Rounek                    | Rounek                                                           | Vyskytná nad Jihlavou | 4,82  |
| Rozseč u Třešti           | Rozseč                                                           | Rozseč                | 8,27  |
| Rozsíčky u Telče          | Dyjička                                                          | Dyjice                | 9,14  |
| Růžená                    | Růžená                                                           | Růžená                | 5,49  |
| Rybné                     | Rybné                                                            | Rybné                 | 5,48  |
| Rychlov u Kněžic          | Rychlov                                                          | Kněžice               | 1,18  |
| Rytířsko                  | Jamné                                                            | Jamné                 | 4,58  |
| Řásná                     | Řásná                                                            | Řásná                 | 13,52 |
| Řehořov                   | Řehořov                                                          | Kamenice              | 5,86  |
| Řídelov                   | Řídelov                                                          | Řídelov               | 6,53  |
| Salavice                  | Salavice                                                         | Třešť                 | 6,08  |
| Sasov                     | Sasov                                                            | Jihlava               | 1,68  |
| Sedlatice                 | Sedlatice                                                        | Sedlatice             | 3,41  |
| Sedlejov                  | Sedlejov                                                         | Sedlejov              | 7,49  |
| Skrýšov u Polné           | Skrýšov                                                          | Polná                 | 2,95  |
| Slaviboř                  | Slaviboř                                                         | Černíč                | 2,37  |
| Smrčná na Moravě          | Smrčná                                                           | Smrčná                | 12,37 |
| Sokolíčko                 | Sokolíčko                                                        | Stonařov              | 3,77  |
| Spělov                    | Nový Svět, Spělov                                                | Dolní Cerekev         | 3,82  |
| Stáj                      | Stáj                                                             | Stáj                  | 5,93  |
| Stajiště                  | Stajiště                                                         | Pavlov                | 1,89  |
| Stará Říše                | Stará Říše                                                       | Stará Říše            | 10,14 |
| Staré Hory                | Staré Hory                                                       | Jihlava               | 2,18  |
| Stonařov                  | Stonařov                                                         | Stonařov              | 9,79  |
| Strachoňovice             | Strachoňovice                                                    | Strachoňovice         | 4,34  |
| Stranná u Telče           | Stranná                                                          | Dyjice                | 1     |
| Střelecká                 | Dobronín                                                         | Dobronín              | 4,71  |
| Střítež u Jihlavy         | Střítež                                                          | Střítež               | 7,47  |
| Střížov                   | Střížov                                                          | Brtnice               | 6,18  |
| Studénky                  | Studénky                                                         | Puklice               | 4,56  |
| Studnice u Telče          | Studnice                                                         | Telč                  | 4,38  |
| Suchá u Jihlavy           | Suchá                                                            | Suchá                 | 5,44  |
| Svatoslav nad Jihlavou    | Svatoslav                                                        | Luka nad Jihlavou     | 1,19  |
| Svojkovice na Moravě      | Svojkovice                                                       | Svojkovice            | 3,09  |
| Šimanov na Moravě         | Šimanov                                                          | Šimanov               | 6,23  |
| Švábov                    | Švábov                                                           | Švábov                | 5     |
| Telč                      | Telč-Podolí, Telč-Staré Město, Telč-Štěpnice, Telč-Vnitřní Město | Telč                  | 20,49 |
| Třešť                     | Třešť                                                            | Třešť                 | 30,3  |
| Třeštice                  | Třeštice                                                         | Třeštice              | 7,02  |
| Uhřínovice u Jihlavy      | Uhřínovice                                                       | Brtnice               | 5,54  |
| Urbanov                   | Urbanov                                                          | Urbanov               | 3,37  |
| Ústí u Humpolce           | Ústí                                                             | Ústí                  | 6,47  |
| Vanov                     | Vanov                                                            | Vanov                 | 4,27  |
| Vanůvek                   | Vanůvek                                                          | Vanůvek               | 2,56  |
| Vápovice                  | Vápovice                                                         | Vápovice              | 1,99  |
| Velešov                   | Velešov                                                          | Větrný Jeníkov        | 2,88  |
| Velký Beranov             | Velký Beranov                                                    | Velký Beranov         | 6,34  |
| Větrný Jeníkov            | Větrný Jeníkov                                                   | Větrný Jeníkov        | 9,34  |
| Věžnice                   | Věžnice                                                          | Věžnice               | 4,88  |
| Věžnička                  | Věžnička                                                         | Věžnička              | 4,52  |
| Vílanec                   | Vílanec                                                          | Vílanec               | 6,52  |
| Víska u Kněžic            | Kněžice, Víska                                                   | Kněžice               | 2,02  |
| Volevčice u Telče         | Volevčice                                                        | Volevčice             | 3,32  |
| Vržanov                   | Vržanov                                                          | Kamenice              | 2,08  |
| Vyskytná nad Jihlavou     | Vyskytná nad Jihlavou                                            | Vyskytná nad Jihlavou | 7,56  |
| Vysoká u Jihlavy          | Vysoká                                                           | Jihlava               | 4,97  |
| Vysoké Studnice           | Vysoké Studnice                                                  | Vysoké Studnice       | 6,65  |
| Vystrčenovice             | Vystrčenovice                                                    | Vystrčenovice         | 3,26  |
| Záborná                   | Záborná                                                          | Záborná               | 6,46  |
| Zadní Vydří               | Zadní Vydří                                                      | Zadní Vydří           | 3,84  |
| Zbilidy                   | Zbilidy                                                          | Zbilidy               | 10,59 |
| Zbinohy                   | Zbinohy                                                          | Zbinohy               | 3,97  |
| Zborná                    | Zborná                                                           | Jihlava               | 3,44  |
| Zdeňkov                   | Zdeňkov                                                          | Zdeňkov               | 4     |
| Zhoř u Jihlavy            | Zhoř                                                             | Zhoř                  | 5,83  |
| Zvolenovice               | Zvolenovice                                                      | Zvolenovice           | 4,07  |
| Žatec na Moravě           | Žatec                                                            | Žatec                 | 3,16  |
| Ždírec na Moravě          | Ždírec                                                           | Ždírec                | 10,36 |

Celková výměra 1199,51 km2